# Sabato e dummeneca
Sabato e dummeneca è l'ottavo album in studio del cantante italiano Anthony, pubblicato il 4 dicembre 2014 dalla Zeus - Serie Oro.

## Tracce
1. Sabato e dummeneca – 3:49 (M. Trovato - G. Renzi)
2. Che vuò chiù – 3:35 (A. Colombo - F. Franzese)
3. 'N'ata vota (con Fabrizio Ferri) – 3:43 (F. Franzese - G. Arienzo)
4. Un amore per metà – 4:06 (Salvatore Casale)
5. Stu nummero 'e telefono – 3:53 (M. Trovato - G. Renzi)
6. Tu che ne saje – 3:01 (F. Franzese - G. Arienzo)
7. Vasame ancora – 3:44 (A. Colombo - F. Franzese)
8. 'E lassalo – 3:30 (A. Colombo - F. Franzese)
9. Pure si stamme appiccecate – 4:24 (G. Arienzo - A. Ilardo - G. Arienzo)
10. 'Te si 'nnammurata – 3:43 (F. Franzese - A. Gardo)